# Gabaston
Gabaston (en béarnais Gavaston ou Gabastoû) est une commune française, située dans le département des Pyrénées-Atlantiques en région Nouvelle-Aquitaine.
Le gentilé est Gabastonnais.

## Géographie

### Localisation
La commune de Gabaston se trouve dans le département des Pyrénées-Atlantiques, en région Nouvelle-Aquitaine.
Elle se situe à 19 km par la route de Pau, préfecture du département, et à 6,3 km de Morlaàs, bureau centralisateur du canton du Pays de Morlaàs et du Montanérès dont dépend la commune depuis 2015 pour les élections départementales. 
La commune fait en outre partie du bassin de vie de Pau.
Les communes les plus proches sont : 
Saint-Laurent-Bretagne (2,7 km), Saint-Jammes (3,4 km), Sedzère (3,6 km), Abère (4,2 km), Higuères-Souye (4,6 km), Ouillon (4,6 km), Morlaàs (4,7 km), Lespourcy (4,7 km).
Sur le plan historique et culturel, Gabaston fait partie de la province du Béarn, qui fut également un État et qui présente une unité historique et culturelle à laquelle s’oppose une diversité frappante de paysages au relief tourmenté.

### Communes limitrophes
Les communes limitrophes sont  Espéchède, Higuères-Souye, Morlaàs, Ouillon, Saint-Jammes, Saint-Laurent-Bretagne et Sedzère.
| Higuères-Souye | Saint-Laurent-Bretagne |           |
| Saint-Jammes   | Gabaston               | Sedzère   |
| Morlaàs        | Ouillon                | Espéchède |

### Hydrographie

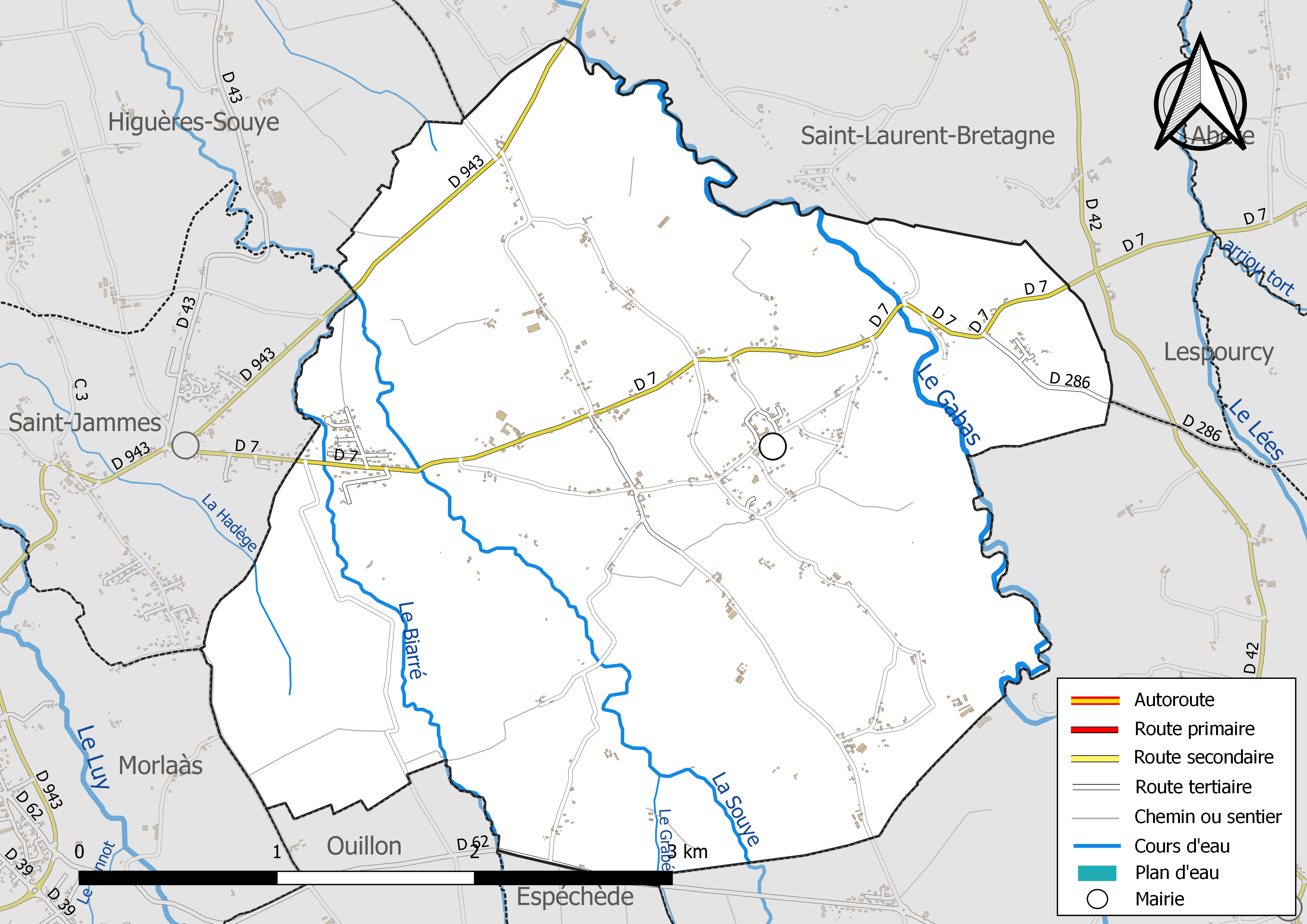
Réseaux hydrographique et routier de Gabaston.

La commune est drainée par le Gabas, la Souye, le Biarré, la Hadège, le Grabé, et par divers petits cours d'eau, constituant un réseau hydrographique de 12 km de longueur totale,.
Le Gabas, d'une longueur totale de 116,7 km, prend sa source dans la commune d'Ossun et s'écoule du sud-est vers le nord-ouest. Il traverse la commune et se jette dans l'Adour à Souprosse, après avoir traversé 43 communes.
La Souye, d'une longueur totale de 24,7 km, prend sa source dans la commune d'Espoey et s'écoule du sud-est vers le nord-ouest. Elle traverse la commune et se jette dans le Luy à Barinque, après avoir traversé 8 communes.
Le Biarré, d'une longueur totale de 10,9 km, prend sa source dans la commune de Limendous et s'écoule du sud-est vers le nord-ouest. Il traverse la commune et se jette dans la Souye sur le territoire communal, après avoir traversé 6 communes.

### Climat
Pour des articles plus généraux, voir Climat de la Nouvelle-Aquitaine et Climat des Pyrénées-Atlantiques.
Historiquement, la commune est exposée à un climat de montagne.  
En 2020, Météo-France publie une typologie des climats de la France métropolitaine dans laquelle la commune est toujours exposée à un climat de montagne et est dans la région climatique Pyrénées atlantiques, caractérisée par une pluviométrie élevée (>1 200 mm/an) en toutes saisons, des hivers très doux (7,5 °C en plaine) et des vents faibles.
Pour la période 1971-2000, la température annuelle moyenne est de 12,8 °C, avec une amplitude thermique annuelle de 14,6 °C. Le cumul annuel moyen de précipitations est de 1 131 mm, avec 11,1 jours de précipitations en janvier et 8,2 jours en juillet. Pour la période 1991-2020, la température moyenne annuelle observée sur la station météorologique la plus proche, située sur la commune de Ger à 17 km à vol d'oiseau, est de 12,4 °C et le cumul annuel moyen de précipitations est de 1 344,5 mm,. Pour l'avenir, les paramètres climatiques de la commune estimés pour 2050 selon différents scénarios d’émission de gaz à effet de serre sont consultables sur un site dédié publié par Météo-France en novembre 2022.

### Milieux naturels et biodiversité
Aucun espace naturel présentant un intérêt patrimonial n'est recensé sur la commune dans l'inventaire national du patrimoine naturel,,.

## Urbanisme

### Typologie
Au 1er janvier 2024, Gabaston est catégorisée commune rurale à habitat dispersé, selon la nouvelle grille communale de densité à sept niveaux définie par l'Insee en 2022.
Elle appartient à l'unité urbaine de Pau, une agglomération intra-départementale regroupant 55  communes, dont elle est une commune de la banlieue,,. Par ailleurs la commune fait partie de l'aire d'attraction de Pau, dont elle est une commune de la couronne,. Cette aire, qui regroupe 227 communes, est catégorisée dans les aires de 200 000 à moins de 700 000 habitants,.

### Occupation des sols

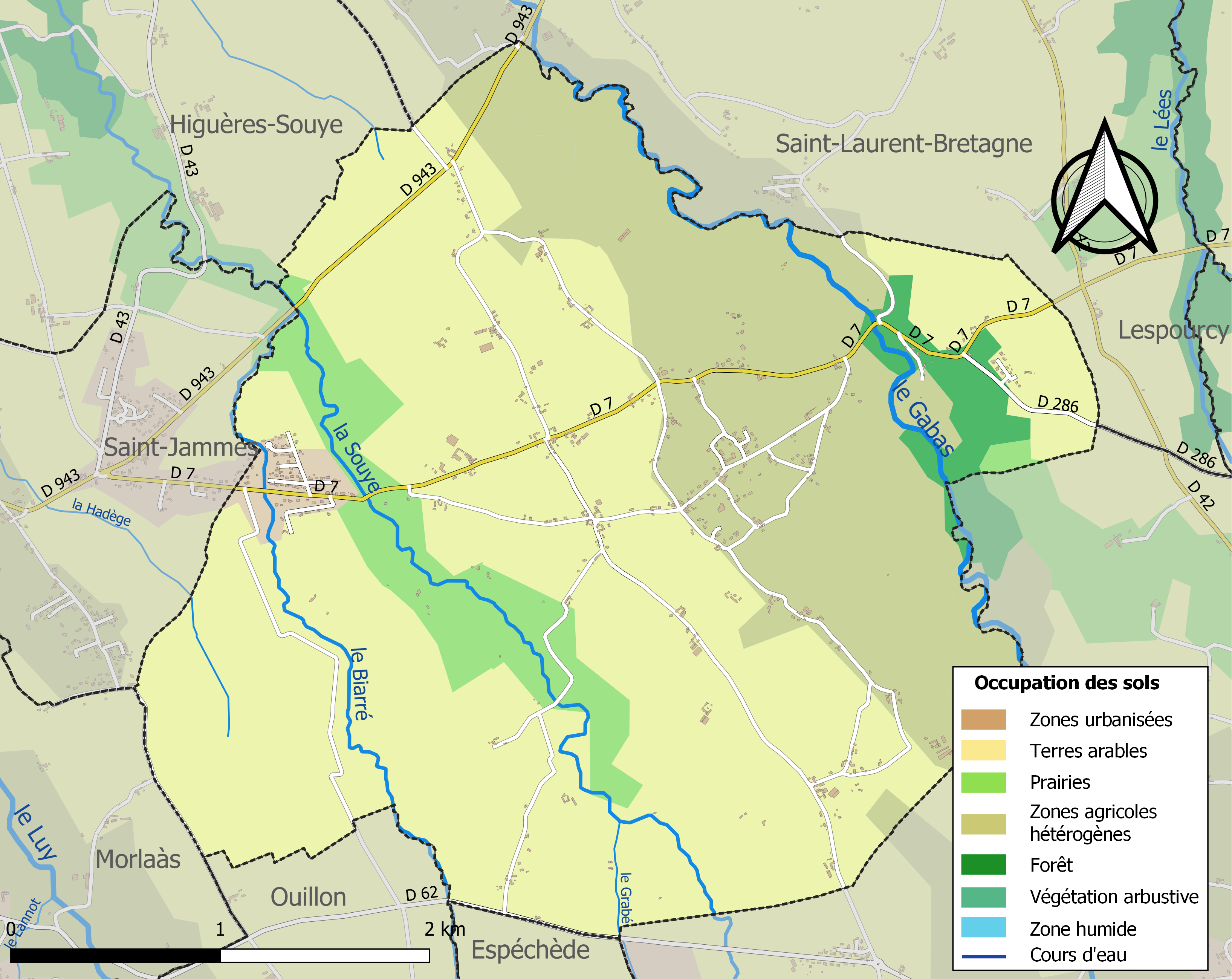
Carte des infrastructures et de l'occupation des sols de la commune en 2018 (CLC).

L'occupation des sols de la commune, telle qu'elle ressort de la base de données européenne d’occupation biophysique des sols Corine Land Cover (CLC), est marquée par l'importance des territoires agricoles (96 % en 2018), en diminution par rapport à 1990 (97,4 %). La répartition détaillée en 2018 est la suivante : 
terres arables (61,4 %), zones agricoles hétérogènes (27,2 %), prairies (7,4 %), forêts (2,6 %), zones urbanisées (1,4 %). L'évolution de l’occupation des sols de la commune et de ses infrastructures peut être observée sur les différentes représentations cartographiques du territoire : la carte de Cassini (XVIIIe siècle), la carte d'état-major (1820-1866) et les cartes ou photos aériennes de l'IGN pour la période actuelle (1950 à aujourd'hui).

### Lieux-dits et hameaux
- Berthoumieu
- Gaturle
- Glisia
- Jambet
- Luquette
- Mousquetaire
- Suberlucq

### Voies de communication et transports
La commune est desservie par les routes départementales 7 et 943.

### Risques majeurs
Le territoire de la commune de Gabaston est vulnérable à différents aléas naturels : météorologiques (tempête, orage, neige, grand froid, canicule ou sécheresse), inondations et séisme (sismicité modérée). Il est également exposé à trois risques technologiques,  le transport de matières dangereuses et  le risque industriel et la rupture d'un barrage. Un site publié par le BRGM permet d'évaluer simplement et rapidement les risques d'un bien localisé soit par son adresse soit par le numéro de sa parcelle.

#### Risques naturels
Certaines parties du territoire communal sont susceptibles d’être affectées par le risque d’inondation par une crue à  débordement lent de cours d'eau, notamment le Gabas, la Souye et le Biarré. La commune a été reconnue en état de catastrophe naturelle au titre des dommages causés par les inondations et coulées de boue survenues en 1982, 1993, 2007, 2009 et 2018,.

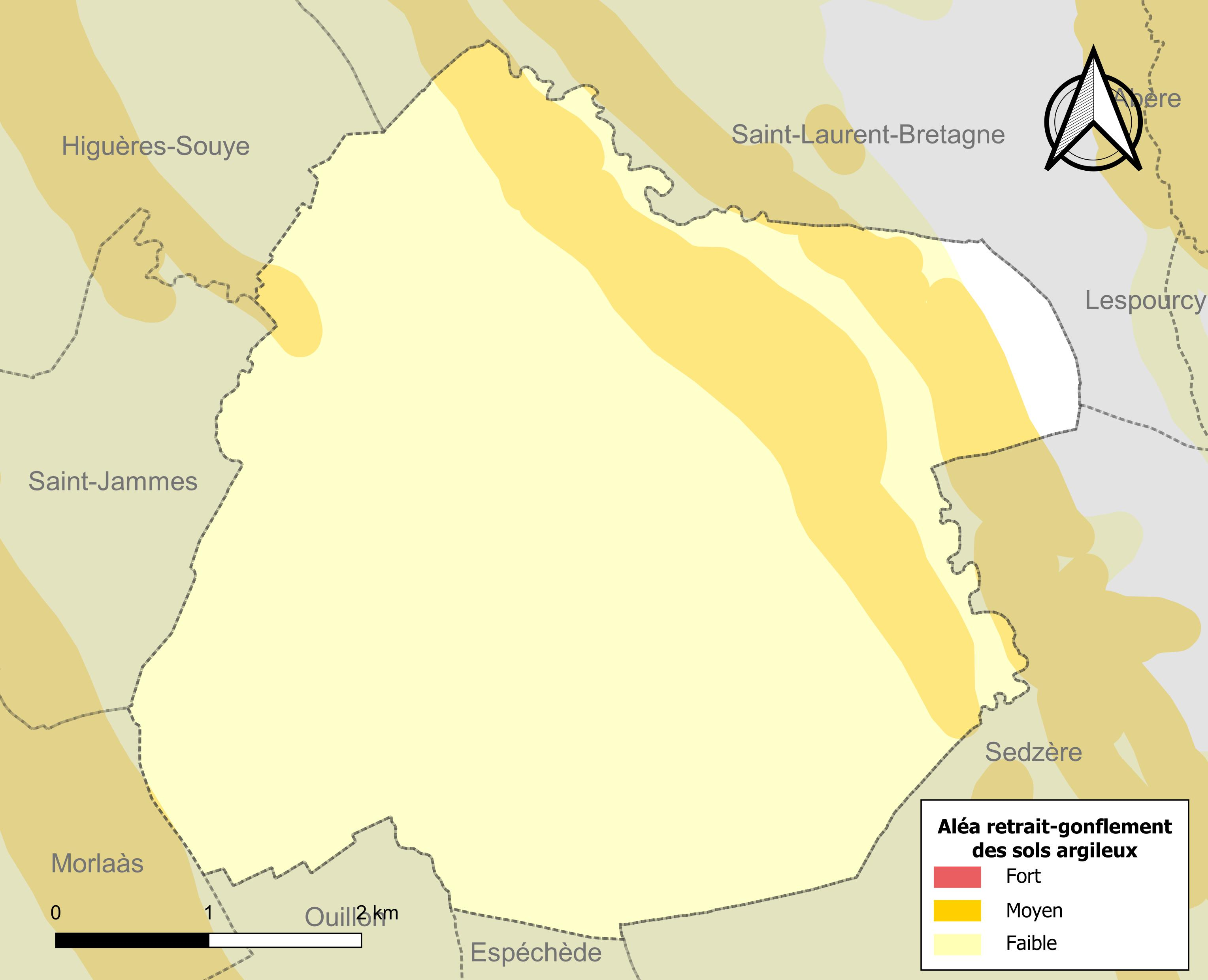
Carte des zones d'aléa retrait-gonflement des sols argileux de Gabaston.

Le retrait-gonflement des sols argileux est susceptible d'engendrer des dommages importants aux bâtiments en cas d’alternance de périodes de sécheresse et de pluie. 19,8 % de la superficie communale est en aléa moyen ou fort (59 % au niveau départemental et 48,5 % au niveau national). Depuis le 1er octobre 2020, en application de la loi ELAN, différentes contraintes s'imposent aux vendeurs, maîtres d'ouvrages ou constructeurs de biens situés dans une zone classée en aléa moyen ou fort,.

#### Risques technologiques
La commune est exposée au risque industriel, car elle est dans le périmètre du plan de prévention des risques technologiques (PPRT) « Sedzère – Espechède – Gabaston - Ouillon » approuvé le 20 décembre 2018, hébergeant des entreprises soumises à la directive européenne SEVESO classées seuil haut,.
La commune est en outre située en aval de barrages de classe A. À ce titre elle est susceptible d’être touchée par l’onde de submersion consécutive à la rupture de cet ouvrage.

## Toponymie
Le toponyme Gabaston est mentionné en 1096 (Pierre de Marca) et apparaît sous les formes 
Gavasto (XIIe siècle, cartulaire de Lescar), 
Gavastonium (1270, cartulaire du château de Pau), 
Guavasto et Gavaston (respectivement 1385 et 1402, censier de Béarn), 
Gabastoo et Guabastoo (respectivement 1535 et 1548, réformation de Béarn) et 
Gabas autrement Gabaston (1734, dénombrement de Gerderest).
Son nom béarnais est Gavaston ou Gabastoû.

## Histoire
Sur les cartes IGN moins récentes, on note trois tumulis protohistoriques à la hauteur de l'ancienne forge rue du Pic du Midi. Ces traces ont toutes été effacées par la lotisation des années 1990.
Paul Raymond note qu'en 1385, Gabaston comptait seize feux et dépendait du bailliage de Pau. Saint-Laurent, Gabaston et Bretagne ne formaient alors qu'une et seule paroisse, qui dépendait du bailliage de Pau. La commune faisait partie de l'archidiaconé de Vic-Bilh, qui dépendait de l'évéché de Lescar et dont Lembeye était le chef-lieu.
La baronnie de Gabaston
Huitième grande baronnie de Béarn, vassale de la vicomté de Béarn, elle comprenait Artix, Garlède, Lalonquette et Serres-Sainte-Marie.
Le titre de baronnie fut transporté au XVIIe siècle aux seigneuries d'Angous et de Susmiou.

### Les Hospitaliers
La commune était un membre de la commanderie de l'ordre de Saint-Jean de Jérusalem de Caubin et Morlaàs.

## Politique et administration
| Période                                  | Période  | Identité             | Étiquette | Qualité |
| ---------------------------------------- | -------- | -------------------- | --------- | ------- |
| 1995                                     | 2001     | Claude Lamy-Mascarou |           |         |
| 2001                                     | 2008     | Jean Poulot          |           |         |
| 2008                                     | 2014     | Philippe Palengat    |           |         |
| 2014                                     | En cours | Michel Magendie      |           |         |
| Les données manquantes sont à compléter. |          |                      |           |         |

### Intercommunalité
Gabaston fait partie de trois structures intercommunales :
- la communauté de communes du Nord-Est Béarn ;
- le syndicat d’énergie des Pyrénées-Atlantiques ;
- le syndicat intercommunal d’alimentation en eau potable Luy - Gabas - Lées.

## Population et société

### Démographie
L'évolution du nombre d'habitants est connue à travers les recensements de la population effectués dans la commune depuis 1793. Pour les communes de moins de 10 000 habitants, une enquête de recensement portant sur toute la population est réalisée tous les cinq ans, les populations de référence des années intermédiaires étant quant à elles estimées par interpolation ou extrapolation. Pour la commune, le premier recensement exhaustif entrant dans le cadre du nouveau dispositif a été réalisé en 2004.

En 2022, la commune comptait 676 habitants, en évolution de +2,58 % par rapport à 2016 (Pyrénées-Atlantiques : +3,78 %, France hors Mayotte : +2,11 %).
| 1793 | 1800 | 1806 | 1821 | 1831 | 1836 | 1841 | 1846 | 1851 |
| ---- | ---- | ---- | ---- | ---- | ---- | ---- | ---- | ---- |
| 515  | 429  | 507  | 590  | 653  | 725  | 682  | 701  | 715  |

| 1856 | 1861 | 1866 | 1872 | 1876 | 1881 | 1886 | 1891 | 1896 |
| ---- | ---- | ---- | ---- | ---- | ---- | ---- | ---- | ---- |
| 725  | 663  | 645  | 630  | 622  | 616  | 654  | 607  | 677  |

| 1901 | 1906 | 1911 | 1921 | 1926 | 1931 | 1936 | 1946 | 1954 |
| ---- | ---- | ---- | ---- | ---- | ---- | ---- | ---- | ---- |
| 670  | 526  | 610  | 501  | 420  | 430  | 406  | 411  | 358  |

| 1962 | 1968 | 1975 | 1982 | 1990 | 1999 | 2004 | 2006 | 2009 |
| ---- | ---- | ---- | ---- | ---- | ---- | ---- | ---- | ---- |
| 346  | 342  | 458  | 592  | 602  | 562  | 592  | 605  | 588  |

| 2014 | 2019 | 2022 | - | - | - | - | - | - |
| ---- | ---- | ---- | - | - | - | - | - | - |
| 645  | 667  | 676  | - | - | - | - | - | - |

Gabaston fait partie de l'aire d'attraction de Pau.

## Culture locale et patrimoine

### Patrimoine civil

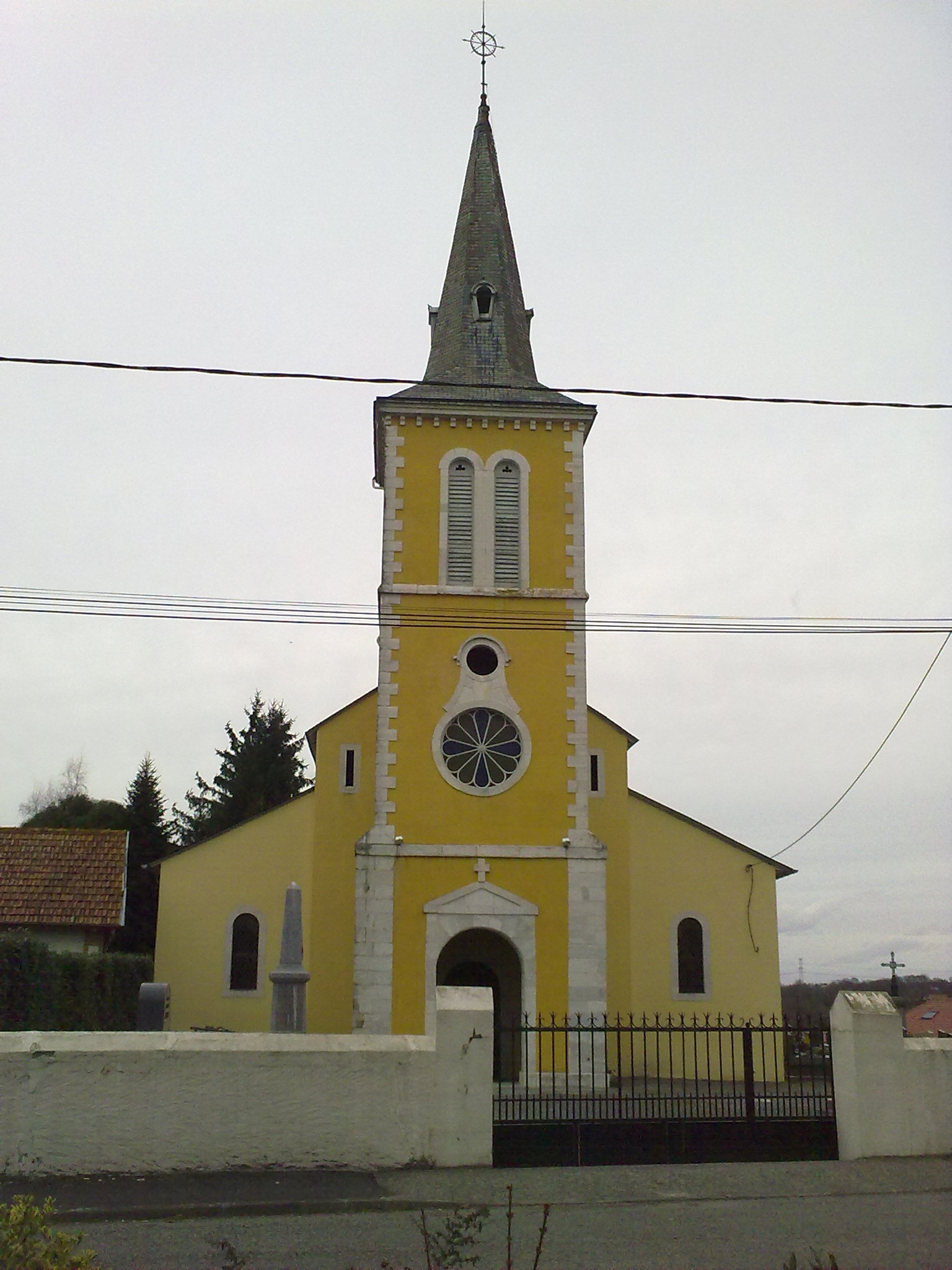
L'église Saint-Jean-Baptiste, façade.

Les vestiges d'un ensemble fortifié du XIe siècle témoignent du passé ancien de la commune.
Gabaston présente un ensemble de maisons et de fermes du XIXe siècle.

### Patrimoine religieux
L'église Saint-Jean-Baptiste date de la seconde moitié du XIXe siècle. Elle recèle des statues et des verrières inscrites à l'inventaire général du patrimoine culturel.

## Équipements

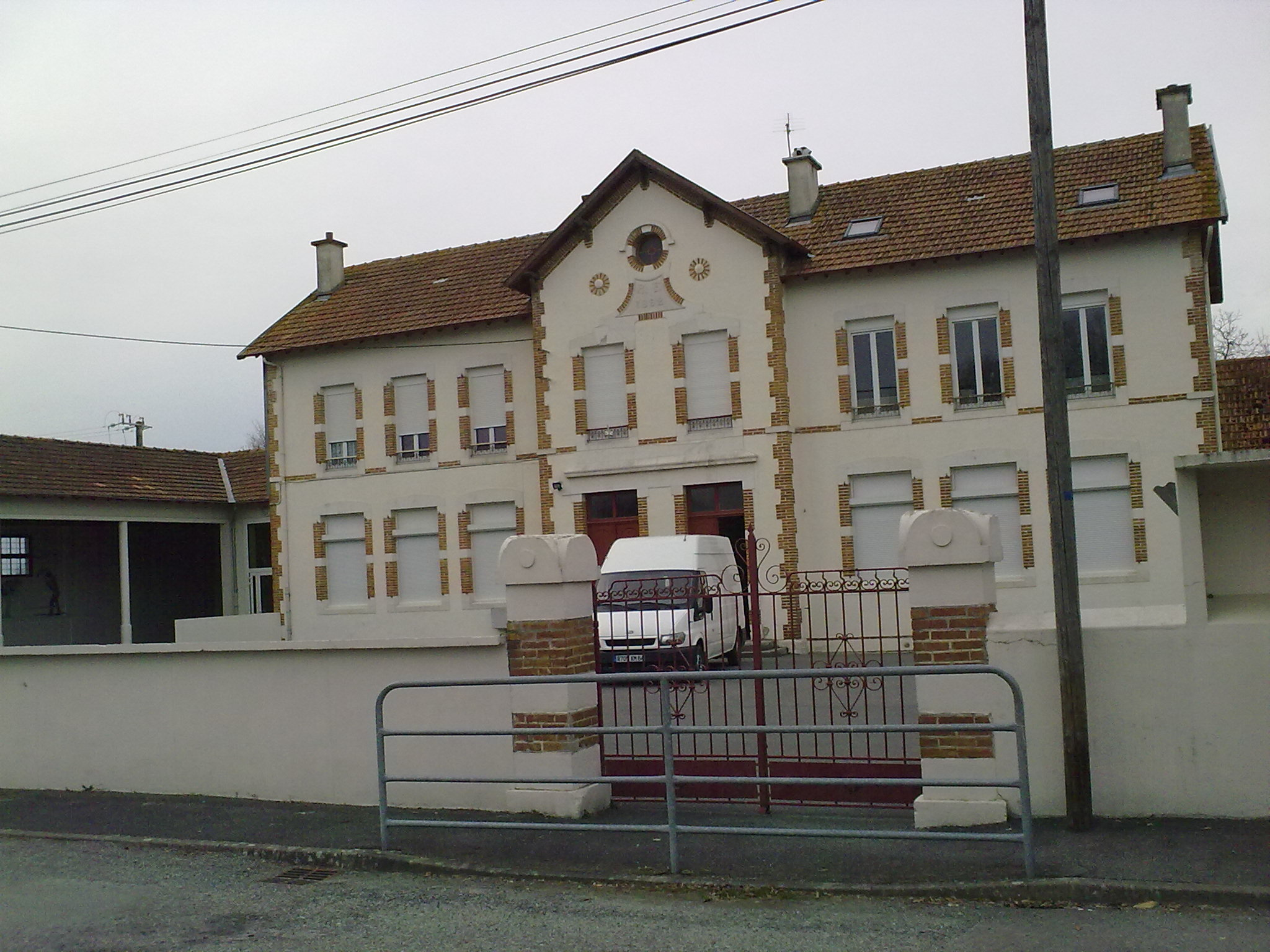
L'école de Gabaston.

La commune dispose d'une école.

## Personnalités liées à la commune
- Arnaud de Gabaston
- Pierre Gaveston (vers 1282-1312), chevalier gascon de la cour d'Angleterre, favori du roi d'Angleterre Édouard II.